# Fernando Calderón López
Fernando Calderón López de Arróyabe (Santander, Cantabria; 30 de diciembre de 1928-Ídem.; 12 de abril de 2003), más conocido como Fernando Calderón, fue un pintor español.

## Biografía
Procedente de una familia acomodada, Fernando fue el hermano mayor de una saga de artistas, Ramón (1932-2004), pintor y escultor, y Juan Carlos (1938-2012), compositor, vivió en una casa donde el arte, la música y la literatura, eran lo cotidiano; sus padres recibían en su casa de la santanderina calle del Sol a lo más importante de la cultura.
Desde niño destacó por sus habilidades para el dibujo y la composición, recibiendo elogios de pintores de la talla de Picasso, Cocteau, Solana, Sert y Zuloaga. Teniendo de profesores en sus inicios a los pintores montañeses Flavio San Román (Bárcena de Cicero, 1889–1951) y al catedrático de dibujo del Instituto Santa Clara Juan José Cobo Barquera (Comillas, 1902-Santander, 1984), con tan solo once años ganó un concurso de dibujo de Radio Santander en 1939; y en dos ocasiones (1952 y 1957) el premio Estanislao Abarca, concedido por el Banco Santander.
Se formó en la Academia de Bellas Artes de San Fernando de Madrid entre 1946 y 1949 y acudía en ocasiones al estudio del pintor Julio Moisés Fernández Villasante (Tortosa, 1888-Suances, 1968) a la sazón Director de la Academia y en la Española de Roma, donde dejó como legado una importante obra mural (ver listado) al abandonar la ciudad eterna, al igual que su producción pictórica de la época que cedió al Museo Vaticano.
Comenzaron entonces sus viajes por Europa, con proyectos como los decorados y figurines del ballet ruso Ishtar, con música de Rajmáninov, experiencia que repetiría en 1976 para diversos montajes de la Opera du Rhin de Estrasburgo. La pródiga exhibición de sus obras, en muestras individuales y colectivas, le llevó por ciudades como San Sebastián, Málaga, Nueva York, México DF, Londres, Río de Janeiro, París, Lieja, etc.
Desde sus inicios fue reconocido internacionalmente como pintor mural, siendo los murales de iglesia Panteón de los Duques de Alba en Loeches (Madrid), la obra que más fama le dio y que comenzó con veinticinco años, por encargo del duque de Alba y al fallecer este, su hija y duquesa Cayetana siguió confiando en él para acabar la obra manteniendo durante toda la vida una gran amistad.
En 1970, fue nombrado miembro de la Academia Brasileña de las Bellas Artes, junto con el pintor francés Bernard Buffet (París, 1928-1999) y el escultor británico Henry Moore (Castelford, 1898-Hadham, 1986), ocupando la silla Velázquez.  
Años después, en 1975, le llegaría otro reconocimiento al serle concedido el Primer Premio de pintura en la V Bienal Internacional del Deporte en las Bellas Artes celebrada en las Reales Atarazanas de Barcelona, por la obra titulada El rugby según consta en el n.º 89 de catálogo de la Bienal en la que participaron casi 800 artistas de 36 países, siendo la más importante manifestación artística dedicada al deporte existente en el mundo en esos años. Fútbol americano lo traduce Calderón en sus memorias (Regreso a Bestiapolis). 
Ilustró páginas en publicaciones como ABC, Proel y Peñalabra, y libros como Siete cuentos en la Antigüedad de Antonio Ribera, o el poemario Dos dedos en la frente de Carlos Murciano para el que elaboró una carpeta de grabados. La fama y el reconocimiento internacional unánime hacen de él uno de los referentes de la pintura española del siglo XX. En 1982 ilustró Cantabria, sus mitos sus tradiciones recogidos de la tradición oral por el poeta Manuel Llano; perfilados en el dibujo por Calderón en el rico mundo de Arthur Rackman, que sus ojos vieron en su infancia, trasladados a los bosques cántabros. Y los apuntes de la epopeya de este pueblo, de su heroicidad frente a Roma, que llevaron a nuestro artista universal a imbuirse de lleno en los temas regionales, y a concebir el proyecto de una estatua para el caudillo indígena Corocotta.
También está su faceta de escritor con sus dos libros publicados: Lecciones de las cosas y Siloloquios, además de ser conferenciante sobre temas propios de la pintura así como del pensamiento, de fenómenos humanos, misterios paranormales y parapsicología. 
Falleció en Santander el 12 de abril de 2003.

## Obra (selección)
Como queda dicho la obra que le abrió a la fama fueron los murales del Panteón de los Duques de Alba en Loeches, que comienza en 1953 los diversos bocetos, empieza la obra en 1958 y acaba 1962. El mural central o del Altar Mayor (1960) representa la Apoteosis de Santo Domingo de Guzmán, rodeado casi de cien figuras de tamaño mayor que al natural. En la parte inferior se encuentran diecisiete retratos de las figuras más relevantes de la Casa de Alba, así como varios personajes de la orden dominicana, como Fray Luis de Granada y Francisco de Vitoria, además de un autorretrato y un retrato de su hermano, Ramón Calderón, son 105 metros cuadrados (15x7 m.). Además hay dos murales con sus altares a la izquierda (1962) y derecha (1959) de 21 m² (3x7 m.) cada uno.
Tuvo otros encargos por la Casa de Alba como dos murales para la capilla del Cristo de los Gitanos. El cuadro titulado El Juicio final que realizó para Cayetana y esta donó a la capilla, protege hoy el lugar donde reposan las cenizas de la duquesa.
Otras obras dignas de mencionar dentro de su trayectoria artística son el retrato de Menéndez Pelayo de 1957 en la casa-museo de Menéndez Pelayo de Santander; San Carlos Borromeo, 1957, de colección Banco Santander; Troglodita, 1960, del museo Redondo de Santander; Los locos, de 1961; Los tres músicos, de 1962; Zapata y Pancho Villa, de 1962; Vieja en el Rastro, de 1962 del MAS; retrato del Padre Carballo en 1965 del Museo de Prehistoria de Cantabria; El alcalde de pueblo (1975); Campesinos (1975, 70x100cm); Pescadores de la Real Sociedad de Tenis (220x150 cm); La boda, 1975, del museo Reina Sofía; Antesala de la noticia, 1976, de 1,83x3,05 m; Joven india, de 1981, de la Colección Maxam; Los Pataches, de la colección Botín; La familia Kubitschek, perteneciente a la colección Kubitschek; Eddith Holden, de 1984 y 182x100cm, y Jesús de Monasterio (1990, 210x110cm).
Son muchos los retratos que realizó durante su vida bien individualizados o en el conjunto de obras a princesas, marquesas y condesas, políticos, financieros, a gentes humildes y a enfermos terminales. Retrató, entre otros, a Pío XII, Juan Carlos I, duque de Alba, Agustín Muñoz Grandes, José Gutiérrez Solana, quien dijo de él Este cabrón, como Goya de un trazo hace una pierna; Pancho Cossío, José Hierro, Pío Baroja, Bette Davis, a sus padres, a sus hermanos Ramón y Juan Carlos, al pobre Chus, Manolo el albañil, Cioli...

## Murales
| - 1948 - Iglesia de la Compañía. Santander.- Sanatorio de Ronda, Málaga. - 1949 - Iglesia de Rucandio. Cantabria. - 1950 - Oficina de Turismo, Consulado Español y Embajada Española de Roma. - 1951 - Cuartel de Artillería en Bilbao.- Mercado Español de Artesanía de Roma. - 1952 - Iglesia Ntra. Sra de Montserrat de Roma.-Diputación de Santander. Real Club Tenis de Santander. - 1953 - Iglesia de San Román y capilla del Cristo de los Gitanos de Sevilla. - 1954 - Capilla Acción Católica de Santander. - 1955 - Iglesia de San Paul de Roma (decoraciones). - 1956 - Hotel Castellana Hilton, Madrid. - 1958 - Iglesia del panteón de los duques de Alba, Loeches (Madrid). - 1959 - Iglesia de Argoños en Cantabria. Salón de actos Ayuntamiento de Santander.- Electra de Viesgo, Santander. | - 1960 - Alegoría de la ciencia y de la industria en el paraninfo de la Universidad de Cantabria. Santander. - 1961 - Prioria St. Osith en Essex Inglaterra. - 1962 - Iglesia St. Andrew en Murray Hill, Nueva York.- Convento de la Dominicas en Loeches, Madrid . - 1964 - Museo de Arqueología e Historia de México. - 1965 - Ayuntamiento de Santander. Mercedez Benz , Santander. - 1966 - Hotel Chiqui, Santander. - 1967 - Diputación de Palencia. - 1968 - Iglesia Providence, Rhode Island. USA - 1969 - Castillo Museo de Ampudia, Palencia. - 1972 - Iglesia de St. Paul, Nueva Jersey.- Ciudad de las Hadas, Manzanillo en México. - 1977 - Aeropuerto de Parayas, (Maliaño, Cantabria). |

## Exposiciones (selección)
| - 1984 - Exposición antológica Museo Municipal de Bellas Artes de Santander. - 1982 - Galería S. Remy, Lieja. - 1981 - Galería Roswitha Benkert, Zúrich . - 1980 - Galería Gorosane, París.- Galería S. Remy, Lieja.- - 1977 - Museo Alto Aragón, Huesca - 1975 - Hasting Gallery, Instituto Español, Nueva York y Museo Nacional de Bellas Artes de Brasil, Río de Janeiro - 1974 - Selección de Bellas Artes, Museo de Málaga y Museo de Bellas Artes de Cáceres. | - 1973 - Museo Nacional de San Telmo, San Sebastián.- Museo de BB.AA. de Santander - 1970 - Exposición Nacional de Arte Contemporáneo, Bilbao y Madrid - 1969 - Murray Hill, Nueva Jersey y Walter Gallery, Nueva York - 1968 - Galería Don Quixote, Londres - 1965 - W & J. Sloane, Los Ángeles - 1964 - Pabellón Español en la Feria Mundial de Nueva York.- Arquitectural League, Nueva York.- |

## Museos y colecciones (selección)
| - Museo Español de Arte Contemporáneo, Madrid. - Museo Vaticano, Roma. - Museo de Arte Moderno y Contemporáneo de Santander y Cantabria (MAS). - Museo de BB.AA. de Málaga. - Museo del Alto Aragón, Huesca. - Museo de Arte de Cáceres. - Museo BB.AA. de Cádiz. - Museo San Telmo de San Sebastián. - Museo de Arte Contemporáneo de Río de Janeiro. - Palacio de Elsedo en Pámanes (Cantabria). - MUPAC, Santander. - Museo del Quijote. Guanajuato, México. | - Museo Nacional de Antropología. Parque de Chapultepec. México. - Museo de la Real Academia de San Fernando, Madrid. - Museo del Dibujo, castillo de Larrés, Huesca. - Museo Redondo (bodega de El Riojano), Santander. - Casa Museo de Menéndez Pelayo, Santander. - Spanish Institute de Nueva York, Estados Unidos. - Fundación Banco Santander. - Fundación Botín, Santander. - Fundación Marqués de Manzanedo, Santoña. - Gobierno de Cantabria. - Parlamento de Cantabria. - Museu Nacional da República, Brasília, DF. |